# Nemere II.
A Nemere II. egy 75-ös cirkáló (Schärenkreutzer), a Balaton legendás zászlóshajója. Az 1944-ben épített Nemere vitorlás hétszer állt rajthoz a balatoni Kékszalagon, s 5 győzelmet aratott. 1955-ös 10 óra 40 perces rekordját 57 éven át nem tudták túlszárnyalni. A kilencvenes években partra tett, leromlott állapotú hajót, Láng Róbert építette újjá az eredetivel megegyező formában. 2000. július 6-án bocsátották újra vízre Nemere II. néven. Azóta minden évben indult a hagyományos távolsági vitorlásversenyen, a balatoni Kékszalagon.

## Története
A Balatonfüredi hajógyárban építették 1944 nyarán dr. Márkus Andor számára.  A hajót Hankóczy (Benacsek) Jenő tervezte, s ő irányította az építést is. Egy három darabból álló 75-ös cirkáló sorozat első hajója a Nemere. Testvérhajói: a Sirocco, amely Big Boy-ként került vízre, és a turistákat hajóztató Lillafüred. A tölgyfából készített vitorlás a háború viszontagságait a parton, sértetlenül vészelte át, majd évekig nem került vízre. Végül Németh István kezdeményezésére a Balatonfüredi Vasas S. C. vette bérbe a Márkus családtól, és az 1950-es évadnyitó regatta megnyerésével a hajó megkezdhette igazi, versenyző életét.

## Versenyek
A Nemere hétszer állt rajthoz a balatoni Kékszalagon, s ötször diadalmaskodott. Háromszor (1951, 1953, 1955) Németh István, egyszer-egyszer pedig Schmalcz József (1957) és dr. Balogh György kormányzásával (1991). 1953-ban egy nagyon lassú győzelmet aratott, amikor olyan gyenge szél fújt, hogy a 75-ös cirkáló 40 óra alatt ért csak célba. Az 1955-ös győzelem sporttörténelmet írt: szenzációs 10 óra 40 perces idővel vitorlázta körbe a Balatont. Ezt a rekordot 57 éven át nem tudták megdönteni.

## Újjáépítés

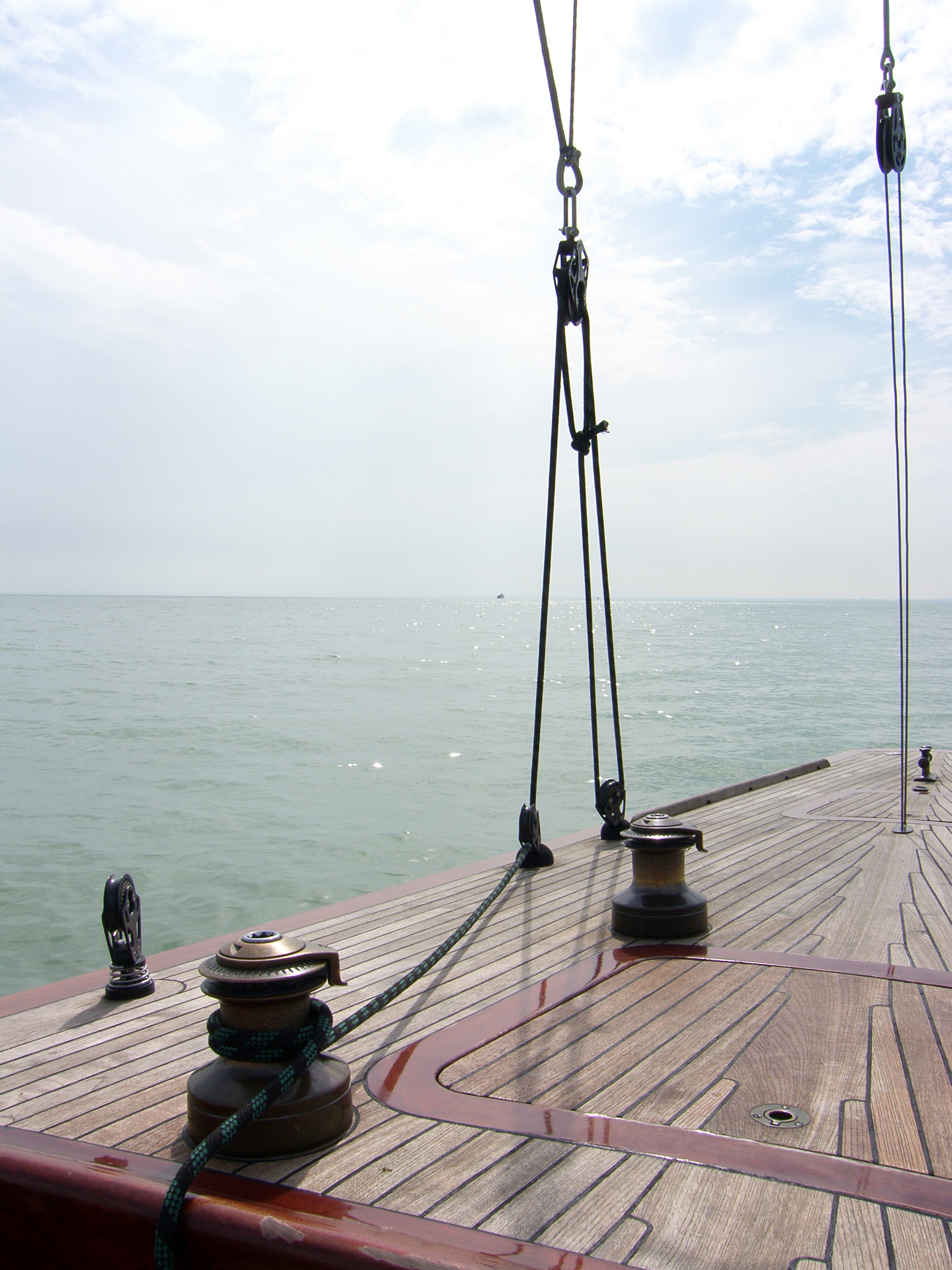
A Nemere II. fedélzete a teljes felújítás után (2011)

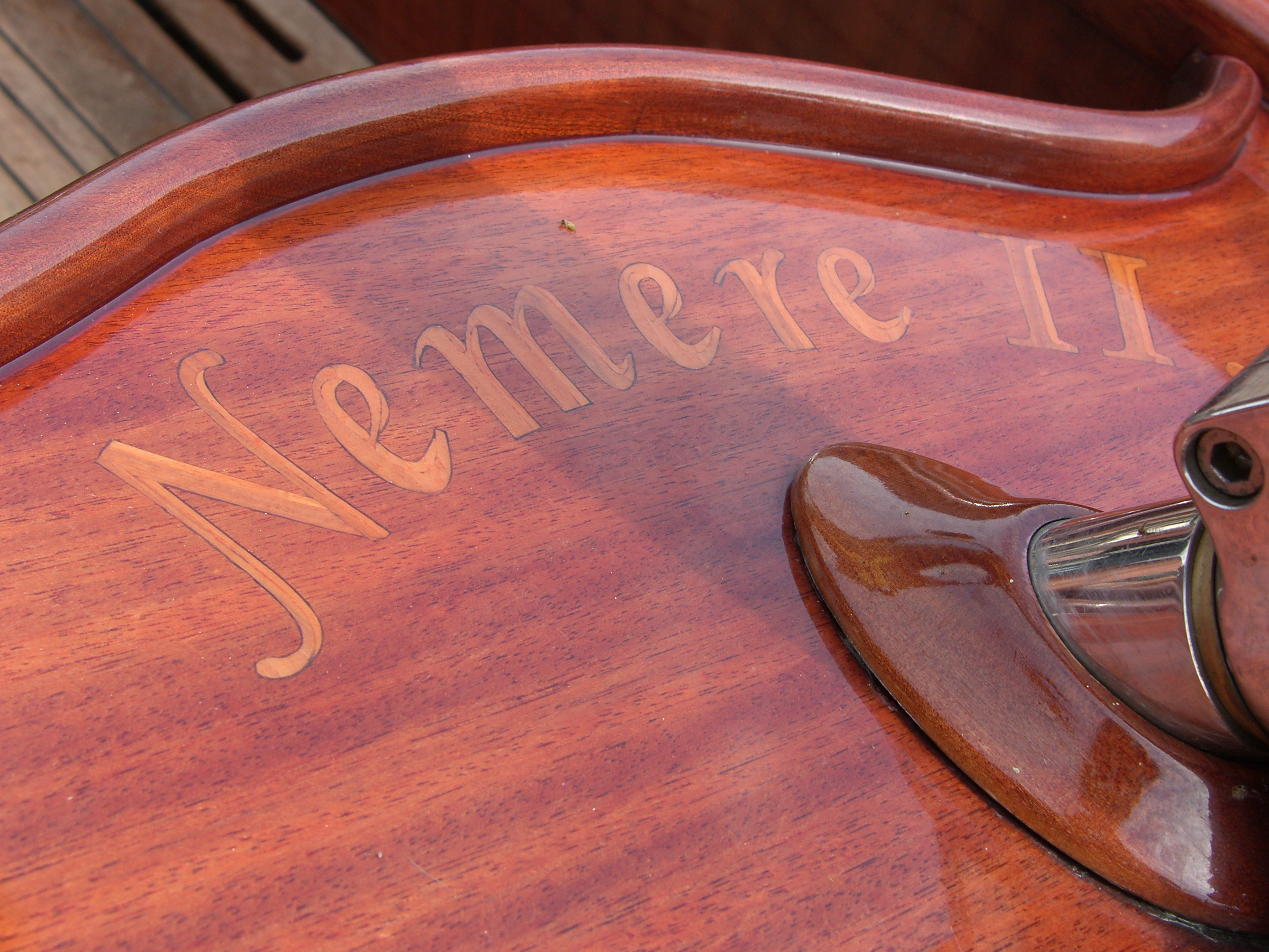
A felújított Nemere II. neve az Intarziával díszített fedélzetén

A kilencvenes évek közepén a Magyar Vitorlás Szövetség partra tette a nagyon leromlott állapotba került hajót, majd pályázatot hirdettek a teljes felújításra. A beérkezett ajánlatok közül Láng Róbertét találták a legjobbnak. Ő jól ismerte a 75-ös cirkálót, hiszen Cittel Lajos csapatában évek óta versenyzett a testvérhajó Siroccón. Személye garanciát jelentett arra, hogy a Nemere II. eredeti formájához hűen születik újjá, gondos kezekbe kerül, és hosszú évekig versenyhajóként él majd tovább. A munkálatok 1998 őszén kezdődtek Veszprémben a Navaliánál, Dobó Pál hajóépítő műhelyében. Az újjáépítés munkáját Cittel Lajos 
, a hajó új kapitánya, elismert hajóépítő irányította. Sokan közreműködtek rajtuk kívül is, például a szép formájú kabintető a GaHo műhely, a karbonárbóc Paulovits Dénes, a vitorlázat Fekets Imre szakértelmét dicséri. Mindannyiuk célja az volt, hogy a Nemere II. még hosszú éveken át a Balaton büszkesége lehessen. Így a Nemere II. eredeti formájában, tölgyfa helyett mahagóniból újjászületve, modern felszereléssel és vitorlázattal szállhatott vízre 2000. július 6-án. Azóta minden balatoni Kékszalagon indult.